# 珠海長隆海洋王国
珠海長隆海洋王国(しゅかいちょうりゅうかいようおうこく、珠海长隆海洋王国、Chimelong Ocean Kingdom）は、中華人民共和国珠海市横琴新區にある水族館。
2014年に開館した。現存する世界最大の水族館である。開館当初は５つのギネス記録を保持しており、現在も塗り替えられていない。

## 概要

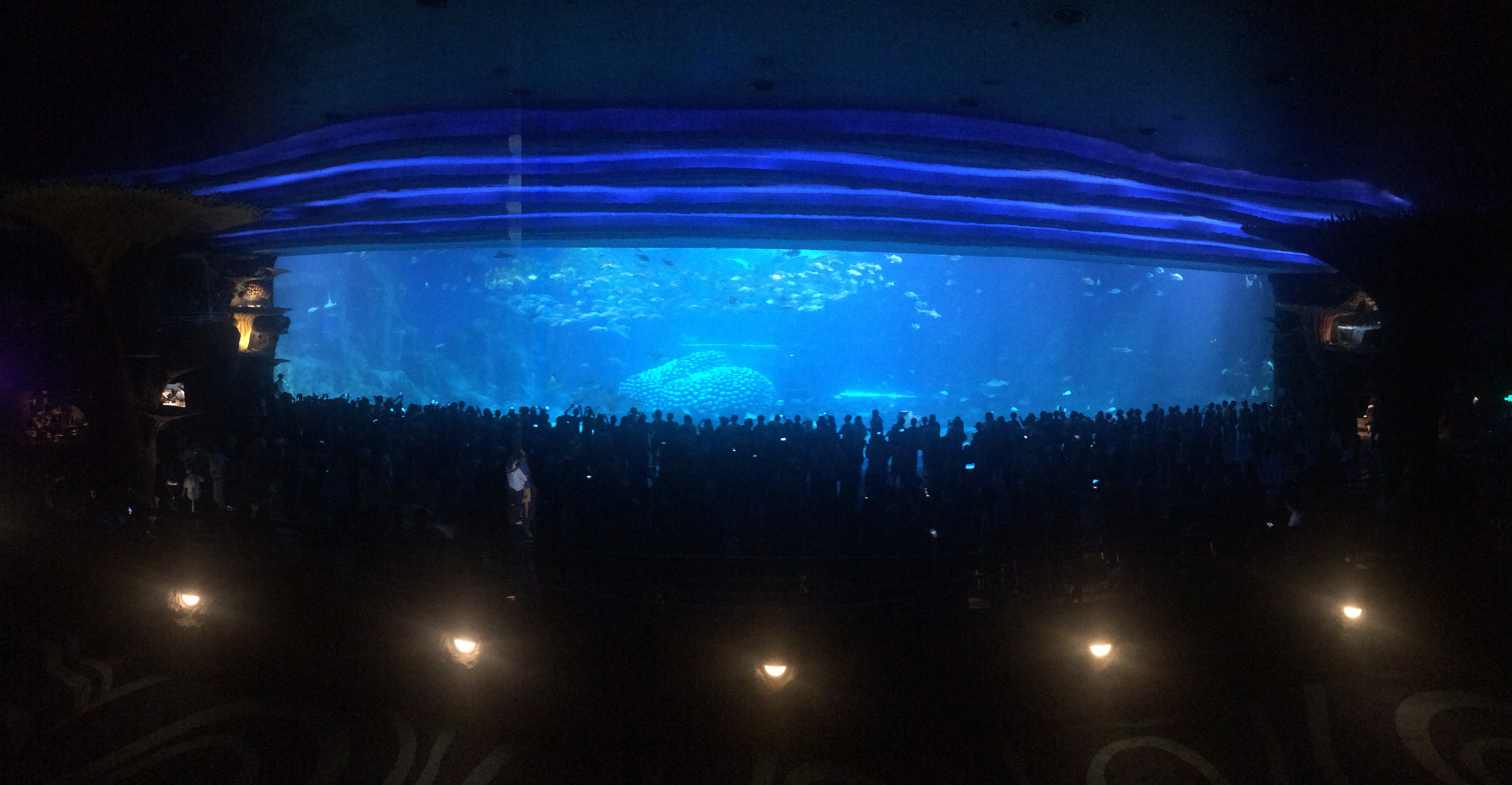
世界最大のアクリルパネル水槽

世界最大級の2万2700トン水量と世界最大のアクリルガラスを使用する巨大水槽を擁し、水槽総容量において4万8710トンあり、これまで世界一だったシー・アクアリウムの4万5000トン、二位のジョージア水族館の3万8000トンを超えギネス記録を獲得した。世界最大の天井ドーム型水槽、世界最大の水槽窓を備え、ジンベエザメ、ナンヨウマンタが遊泳する。ジンベエザメの巨大なモニュメントがある。遊園地が併設されている。初年は800万人以上が訪問した。

## 主な施設

### 水槽
世界最大の水槽を擁する。製造したのはこの分野で世界で7割の市場占有率のNIPPURA。

### アトラクション
ジェットコースター、急流すべり等の絶叫系アトラクションが併設されている。